# Schmetterlinge
Schmetterlinge é uma banda austríaca. Schmetterlinge foram os representantes da Áustria no Festival Eurovisão da Canção 1977, com a canção "Boom Boom Boomerang".